# Gianluca Grignani
Gianluca Grignani (Milano, 7 aprile 1972) è un cantautore, chitarrista e produttore discografico italiano.
Tra i principali cantautori e musicisti della sua generazione, in trent'anni di carriera ha ricevuto numerosi premi e, tra i tanti, il Telegatto, la Grolla d'oro, una nomination ai Nastri d'argento per la colonna sonora del film Che ne sarà di noi, il Premio Mia Martini, il Venice Music Awards come miglior artista maschile, il Premio Barocco, due Premi RTL 102.5 - uno per il miglior album (Cammina nel sole) e uno alla carriera, la Targa Mei Speciale e due Premi SIAE. Inoltre, La fabbrica di plastica è stato decretato, da un sondaggio sulla rivista Rolling Stone, il miglior brano rock italiano.
Ha venduto complessivamente oltre cinque milioni di dischi certificati, per cui ha ottenuto un disco di diamanteper le 800.000 copie vendute di Destinazione Paradiso, quattro dischi di platino e tre dischi d'oro.
Sia per la sua musica sia per la poetica dei suoi testi, si è guadagnato l'appellativo di poeta maledetto. Oltre a ciò, è soprannominato Joker, dal brano omonimo dell'album Campi di popcorn.

## Biografia
È figlio di Elba e Paolo Grignani (1944-2023) con cui l'artista aveva un rapporto distaccato da tempo, fin dall'infanzia.

### Anni Novanta
Cresciuto a Precotto, periferia nord della città di Milano, si trasferisce a Correzzana (in Brianza) all'età di diciassette anni. Studia chitarra e, nel frattempo, comincia sia a scrivere le prime canzoni (influenzato da gruppi come The Beatles, Police e Nomadi, ma soprattutto da Elvis Presley, suo mito fin dall'età di sei anni, e da Lucio Battisti), sia a suonare nei locali della sua zona.
Successivamente, studia anche presso il CPM Music Institute di Franco Mussida.
Fondamentale per il suo percorso artistico è l'incontro con Vince Tempera e Massimo Luca, chitarrista e produttore (Battisti, Concato e altri) che lo propongono alle più importanti case discografiche. Nel 1994, è la PolyGram che decide di metterlo sotto contratto e presentarlo al pubblico di Sanremo Giovani con il singolo La mia storia tra le dita. Alcuni mesi dopo, è la volta dell'esordio, nella categoria Nuove Proposte, al Festival di Sanremo con il brano Destinazione Paradiso, che immediatamente diventa un grandissimo successo. Sempre nel 1995, Gianluca incide il suo primo album, Destinazione Paradiso, che vende in un solo anno due milioni di copie e lo lancia anche nel mercato latinoamericano, oltre a fargli vincere un Telegatto come artista rivelazione dell'anno e fargli ricevere, pubblicamente, le lodi di Mogol che stilisticamente lo accosterà a Battisti. Dopo il successo, scompare improvvisamente dalle scene e comincia a prendere piede una leggenda metropolitana secondo cui sarebbe addirittura morto di overdose.
L'anno successivo, pubblica La fabbrica di plastica prodotto sempre da Massimo Luca con la collaborazione di Greg Walsh. All'uscita venne accolto con critiche contrastanti, disorientando il mercato e il suo pubblico proprio per il carattere sperimentale e rock dell'opera che sembrava allontanarlo dallo stereotipo di tipico cantante pop italiano dei suoi esordi. La copertina dell'edizione limitata venne realizzata con sfumature di colore differenti fra una copia e l'altra, rendendo ogni album un esemplare unico sul piano grafico. Durante la registrazione dell'album si prospettò il ritorno a Sanremo nell'edizione del 1996, che Grignani però rifiutò.
In questi primi anni, si fece notare subito per il suo carattere scontroso e fuori dagli schemi, rifiutando, oltre a Sanremo, partecipazioni in playback e limitando le apparizioni in televisione e la promozione dei suoi lavori. Si rese anche protagonista, in negativo, per alcuni suoi comportamenti durante il Fabbrica di Plastica Tour.
Nel 1998, viene pubblicato Campi di popcorn, co-prodotto con Jay Healy (che aveva già lavorato per molti artisti come John Mellencamp, Live e Patti Smith). L'ispirazione dell'opera è frutto di un lungo viaggio che porta il cantautore da Vancouver in Canada sino a Puerto Vallarta in Messico, con tappe a Nashville, nella Graceland di Elvis Presley e termina a New York, nei leggendari studi della Hit Factory dove registra tutto l'album. Il risultato è un altro lavoro fuori dagli schemi e dalle attese, in cui le dodici canzoni contenute compiono una fusione di sonorità acide e linee melodiche dolci.
Nel 1999, Grignani fa la sua seconda apparizione al Festival di Sanremo con Il giorno perfetto, canzone che dà anche il titolo alla sua prima raccolta di successi (Il giorno perfetto) contenente remix, versioni acustiche e dal vivo  dei suoi pezzi più conosciuti, oltre a inediti.

### Anni Duemila
Nell'estate del 2000, Grignani pubblica il suo quarto album Sdraiato su una nuvola. Abbandonate le ritmiche serrate e le sperimentazioni di Fabbrica di plastica e Campi di popcorn, il risultato è un album molto introspettivo e cantautorale, influenzato dal suo soggiorno in India, dove, nel frattempo, Grignani si era cimentato come attore nel film Branchie di Francesco Ranieri Martinotti, tratto da un romanzo dello scrittore Niccolò Ammaniti. Grignani scala le classifiche di vendita con i singoli Speciale e Le mie parole.
Trascorsi due anni, nel 2002, Grignani partecipa per la terza volta a Sanremo con Lacrime dalla luna, brano che prelude all'uscita del disco Uguali e diversi, che raggiunge le vette delle classifiche discografiche dei dischi più venduti e vi rimane per molte settimane grazie soprattutto al traino della hit estiva L'aiuola.
Dopo alcuni anni di eccessi e turbolenze, compreso l'uso di cocaina nel 2003 pubblica Succo di vita, seconda raccolta di successi (che vengono rimasterizzati digitalmente per l'occasione) con due inediti: Mi stracci il cuore (perdere il controllo) e Succo di vita; Succo di vita diventa anche il titolo di un successivo DVD contenente materiale inedito insieme a una selezione dei migliori videoclips delle sue canzoni più famose.
Nel 2005 si trova a collaborare con Andrea Guerra (figlio del poeta Tonino Guerra) alla composizione di Che ne sarà di noi, per la colonna sonora dell'omonimo film di Giovanni Veronesi con l'attore Silvio Muccino; con essa vince e riceve il rinomato premio della Grolla d'oro per il Cinema 2005 a Saint Vincent.
A tutto ciò segue la pubblicazione del suo sesto lavoro in studio: Il re del niente prodotto nuovamente in collaborazione con Massimo Luca. L'uscita dell'album, avvenuta il 10 giugno 2005, coincide con un'originale e innovativa iniziativa ideata dallo stesso Grignani. Il re del niente è stato infatti pubblicato in due versioni differenti: la prima è quella standard classica; la seconda, contenente anche 4 tracce bonus in versione demo di Cammino in centro, Un altro film, 100.000 giorni fa e Bambina dallo spazio, è la versione CD + Concerto – Special Edition. Ovvero, per la prima volta, viene offerta la possibilità di acquistare, con l'album, anche un coupon che dà diritto all'ingresso a un concerto dello stesso cantautore, volendo così unire i due momenti, solitamente separati, della produzione di un artista: il disco e l'esibizione dal vivo.
I singoli estratti dall'album, Bambina dallo spazio, Arrivi tu e Il re del niente scalano le classifiche radiofoniche e permettono all'artista di aggiudicarsi due importanti e prestigiosi riconoscimenti: il Premio Mia Martini e il Premio Lunezia per il valore letterario dei testi contenuti nell'album.
Nel 2006 Gianluca Grignani partecipa ancora al Festival di Sanremo dove presenta il brano Liberi di Sognare, eliminato al primo turno, ma che ottiene un buon riscontro radiofonico e lo porta verso un lunghissimo tour che lo tiene impegnato per oltre un anno e mezzo.
Nel frattempo, durante l'estate del 2007 viene coinvolto in un'indagine della magistratura denominata «Operazione Paradiso» (forse in relazione proprio alla sua famosa canzone) e volta a colpire un grosso giro di spaccio di cocaina, ma tutto ciò lo vede inquisito soltanto in veste di cliente abituale e per "cessione" gratuita.

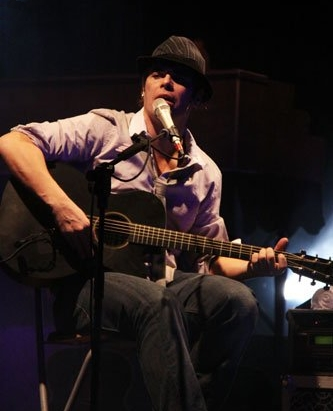
Gianluca Grignani live nel 2008

Nel febbraio 2008, alla sua ulteriore partecipazione al Festival di Sanremo, si posiziona ottavo con Cammina nel sole, una canzone dalle sonorità country rock che anticipa l'uscita dell'omonimo album (Cammina nel sole) avvenuta il 14 marzo 2008. Prodotto e arrangiato dal maestro Fio Zanotti, arricchito dalle preziose collaborazioni alle chitarre di Dodi Battaglia (Pooh) e Stefano Brandoni e al basso di Saturnino, è un disco rock melodico che riecheggia a tratti il primo album del cantautore. Evidente quindi il messaggio positivo di amore per la vita che vuole gridare nella canzone sanremese Cammina nel sole.
Il 20 ottobre 2008, gli viene ritirata la patente per guida in stato di ebbrezza dopo esser stato sottoposto al test del tasso alcolemico del sangue, che risulterà 4 volte superiore al consentito dalla legge.
Sempre nell'ottobre 2008 esce una nuova versione del singolo (estratto dal medesimo album) Vuoi vedere che ti amo, che viene cantato in duetto con L'Aura; a esso è anche abbinato un videoclip che vede i due artisti cantare insieme.
Questa versione speciale del brano serve anche per lanciare sul mercato la riedizione e repackaging dell'album stesso, avvenuta il 14 novembre seguente, con il titolo Cammina nel sole - Tour Edition. Esso contiene 16 tracce tra cui si trovano, insieme a quelle originali e a questa nuova reinterpretazione con L'Aura, anche alcune versioni live, inedite, di successi passati del cantautore come Mi piacerebbe sapere, Falco a metà, Dio privato e La canzone, oltre a una sua interpretazione di Mi sono innamorato di te di Luigi Tenco.
A esso fa seguire un "Cammina Nel Sole Tour Unplugged", ovvero una serie di concerti suonati in versione acustica.
Nell'aprile 2009 ha partecipato all'incisione del brano Domani 21/04.2009 di Mauro Pagani, i cui proventi saranno devoluti alle popolazioni colpite dal terremoto dell'Aquila.
Il 13 agosto 2009, a Viggianello (PZ) dopo essere arrivato in ritardo e aver irritato il pubblico con circa un'ora di concerto, completamente sottotono tenuto in condizioni di evidente alterazione e dimenticando musica e parole delle sue stesse canzoni e dopo essere stato insultato dalla folla il cantante si è accasciato al suolo sul palcoscenico, colto da un malore. Soccorso dai volontari della Croce Rossa presenti sul posto, è stato poi successivamente riaccompagnato in albergo dai Carabinieri. Il medico ha definito lo sfinimento "stress da lavoro" e ha prescritto sette giorni di riposo.
Successivamente Grignani ha spiegato l'episodio come conseguenza di una rissa avvenuta poco prima di salire sul palco, dovuta ad uno scambio d'identità.

### Anni 2010
A due anni di distanza da Cammina nel sole, il 29 gennaio 2010 esce il suo album Romantico Rock Show. Il primo singolo tratto è Sei sempre stata mia, scritto e registrato nella sala d'incisione che Gianluca ha costruito nelle adiacenze della sua casa in campagna, dove vive con i suoi tre figli, sua moglie e i suoi cani.
Su richiesta di Maria De Filippi scrive un brano dal titolo Mostrami il tuo amore, inserito nel CD Sfida, contenente brani inediti per i ragazzi partecipanti al talent show Amici, e cantato da Enrico Nigiotti, la cui versione è stata molto apprezzata dal suo autore.
Il 22 settembre 2010 esce il suo libro autobiografico intitolato La mia storia tra le dita.
Nel giugno 2011 produce per la sua etichetta discografica il giovane cantautore Massimiliano Lalli, firmando con lui il brano di esordio Lacrime senza fine in cui partecipa come strumentista, produttore e di cui firma il featuring.
Nell'autunno 2011 partecipa come tutor al talent show Star Academy. Nello stesso anno scrive la canzone Un livido sul cuore per la cantante Jessica Mazzoli della quinta edizione del talent Show X Factor.
Il 30 settembre 2011 esce il suo nuovo singolo Un ciao dentro un addio che anticipa l'uscita dell'album Natura umana, avvenuta il 25 ottobre 2011. Nel dicembre 2011 viene pubblicato il suo secondo singolo Natura umana seguito nel marzo 2012 dal singolo Sguardi.
Nella serata dei duetti del Festival di Sanremo 2012 affianca Pierdavide Carone e Lucio Dalla nella canzone Nanì.
Il 4 giugno 2013 ha partecipato all'album di Max Pezzali Max 20, cantando con lui Rotta X casa di Dio.
Nel settembre 2013, tramite votazione da parte del pubblico dei social network, la rivista Rolling Stone Italia premia La fabbrica di plastica come «la canzone che meglio rappresenta il rock italiano».
Il 29 settembre 2013 Gianluca Grignani ha ricevuto il premio Accademia della Torre per l'eccellenza professionale. La cerimonia si è svolta nell'affascinante cornice dell'Accademia delle Belle Arti di Carrara, alla presenza di altre eccellenti personalità. Il premio è riconosciuto dal Presidente della Repubblica e patrocinato dalle più alte Autorità dello Stato, tra cui Presidenza del Consiglio dei Ministri e Ministro della Cultura.
Il 27 ottobre 2013 Gianluca e Gianni Morandi hanno duettato insieme sulle note di Prima che tutto finisca durante la terza puntata del Roxy Bar.
Il 31 gennaio 2014 esce in radio Prima che tutto finisca, il nuovo brano di Gianni Morandi tratto dall'album di inediti intitolato Bisogna vivere e scritto da Gianluca Grignani.

«Mi sono avvicinato a questa canzone cercando di scrivere qualcosa che fosse adeguato a Morandi» – spiega Grignani – «secondo il mio punto di vista, secondo quello che io più apprezzo in Gianni quando lo sento cantare. Lo ascolto da quando sono piccolo, prima lo ascoltava mio padre, poi io; conosco bene la sua musica, la sua storia».
Il 20 giugno 2014 esce il suo nuovo singolo, Non voglio essere un fenomeno, che annuncia l'uscita del suo decimo album in studio, A volte esagero, il 9 settembre 2014. Questo singolo viene presentato dallo stesso Grignani anche ai Summer Festival portandolo in gara. Il 14 dicembre viene annunciata la sua presenza al Festival di Sanremo 2015 da Carlo Conti a l'Arena di Massimo Giletti con il brano Sogni infranti, piazzandosi infine all'8º posto. Al termine del Festival si unisce alla collega Laura Pausini nel contestare il trattamento riservato a Raf, colpito da una forte bronchite tenuta celata da Carlo Conti e gli altri autori.
Nel giugno 2015 il cantante con il rapper Emis Killa partecipa alla terza edizione del Summer Festival con il brano Fuori dai guai, ottenendo una nomination per il Premio RTL 102.5 - Canzone dell'estate.
Il 16 giugno 2017 è uscita la cover interpretata da Grignani del brano Aida di Rino Gaetano, contenuto in Aida - Legacy Edition, doppio album realizzato da vari artisti italiani come tributo al celebre cantautore scomparso.
Nell’agosto 2018 ottiene il premio Eccellenze città di Lecce «per il valore letterario dei suoi testi e per rappresentare una generazione di poeti-cantanti che hanno portato la musica italiana nel mondo».
Nell’estate 2019, riceve il premio Il Federiciano e il brano Uguali e diversi è inciso su una stele affissa nel centro storico della città di Rocca Imperiale (paese della poesia) accanto alla stele dedicata al poeta Giacomo Leopardi per la poesia L’infinito.

### Anni 2020
Gli anni 2020 segnano il ritorno del cantautore milanese con la pubblicazione di ben 3 nuovi singoli accompagnati da altrettanti videoclip. Allo scoccare della mezzanotte del 1º gennaio esce Tu che ne sai di me con il relativo video girato a Milano e diretto da Gaetano Morbioli.
A distanza di 25 anni dal disco di esordio, il 28 febbraio, viene rimasterizzato e stampato, per la prima volta in vinile, Destinazione Paradiso – 25th Anniversary Edition 2020 in due versioni (disco singolo e doppio vinile con la versione in spagnolo).
Il 17 aprile, in pieno lockdown, pubblica Dimmi cos’hai (con lyric video) e il 3 luglio vede la luce l’ultimo dei tre inediti intitolato Non dirò il tuo nome ispirato dalla stessa musa per la quale scrisse La mia storia tra le dita.
Mercoledì 9 settembre, in un’Arena di Verona completamente deserta a causa del COVID-19, in diretta TV sul canale RTL 102.5 viene premiato con il Premio Power HitStory 2020 per i 25 anni de La mia storia tra le dita. Per l’occasione si esibisce in acustico con il brano vincitore e con l’inedito Non dirò il tuo nome.
Il 21 maggio 2021, in occasione dei 25 anni dalla sua uscita, torna su vinile La fabbrica di plastica.
Il 15 ottobre pubblica il singolo I bei momenti, mentre il 22 ottobre esce il video ufficiale.
Il 4 febbraio 2022 è ospite al Festival di Sanremo, dove esegue con il cantante Irama il brano La mia storia tra le dita. La cover risulta essere un mix fra melodie armoniose realizzate con strumenti ad arco e giri di basso tipici della musica hard rock.
Il 4 dicembre 2022 viene annunciata la sua partecipazione al 73º Festival di Sanremo. Partecipa con la rock ballad Quando ti manca il fiato e si classifica al dodicesimo posto. 
In quell'occasione annuncia la prossima uscita discografica Verde smeraldo, un triplo cd di inediti in uscita inizialmente per il 2023, poi posticipata.
Il 12 febbraio 2024 viene pubblicato sugli store digitali Gianluca Grignani IN THE CLUB 2024. La raccolta, pubblicata dalla UMG Recordings, contiene 17 brani pubblicati in passato dal cantante dal 1995 al 2008.
Al termine del tour nei club Residui di Rock 'n' Roll a fine aprile 2024, viene annunciata la pubblicazione del libro Residui di Rock 'n' Roll, editato dalle Edizioni San Paolo, è il secondo libro del cantautore, dopo La mia storia tra le dita del 2010.

## Vita privata
Nel 2003, ha sposato la fotografa Francesca Dall'Olio, da cui ha avuto quattro figli: Ginevra, Giselle, Giosuè e Giona.
La coppia si è separata nel 2020.

Il 2 ottobre 2023, con un post sui social, annuncia la morte del padre Paolo, al quale era dedicata la canzone Quando ti manca il fiato, presentata a Sanremo nello stesso anno.

## Procedimenti giudiziari
Intorno alle 3 di notte del 12 luglio 2014, Gianluca Grignani viene arrestato a Riccione per violenza e resistenza a pubblico ufficiale. L'arresto viene convalidato e il 14 luglio Grignani viene processato per direttissima al tribunale di Rimini. Il cantante torna libero con obbligo di firma, in attesa della nuova udienza fissata il 16 settembre, nella quale patteggia un anno di reclusione per resistenza a pubblico ufficiale, dopo aver risarcito le parti lese.

## Partecipazioni al Festival di Sanremo
| Anno | Categoria       | Brano                    | Duettante e/o omaggio (brano) | Piazzamento   |
| ---- | --------------- | ------------------------ | ----------------------------- | ------------- |
| 1995 | Sanremo Giovani | Destinazione Paradiso    | —                             | 6º            |
| 1999 | Sanremo Artisti | Il giorno perfetto       | —                             | 13º           |
| 2002 | Sanremo Artisti | Lacrime dalla Luna       | —                             | 12º           |
| 2006 | Sanremo Artisti | Liberi di sognare        | —                             | Non finalista |
| 2008 | Sanremo Artisti | Cammina nel sole         | Nomadi                        | 8º            |
| 2015 | Sanremo Artisti | Sogni infranti           | Vedrai, vedrai                | 8º            |
| 2023 | Sanremo Artisti | Quando ti manca il fiato | Arisa (Destinazione Paradiso) | 12°           |

## Discografia

### Album in studio
- 1995 – Destinazione Paradiso
- 1996 – La fabbrica di plastica
- 1998 – Campi di popcorn
- 2000 – Sdraiato su una nuvola
- 2002 – Uguali e diversi
- 2005 – Il re del niente
- 2008 – Cammina nel sole
- 2010 – Romantico Rock Show
- 2011 – Natura umana
- 2014 – A volte esagero

### Raccolte
- 1999 – Il giorno perfetto
- 2003 – Succo di vita
- 2009 – Best of
- 2015 – The Platinum Collection
- 2016 – Una strada in mezzo al cielo

### Singoli
- 1994 – La mia storia tra le dita
- 1994 – Mi historia entre tus dedos
- 1995 – Destinazione Paradiso
- 1995 – Destino Paraíso
- 1995 – Falco a metà
- 1995 – Halcón a medias
- 1995 – Primo treno per Marte
- 1995 – Primer tren a Marte
- 1996 – La fabbrica di plastica
- 1996 – L'allucinazione
- 1996 – Solo cielo
- 1998 – Baby Revolution
- 1998 – Baby Revolution (spagnolo)
- 1998 – Mi piacerebbe sapere
- 1998 – Me gustaría saber
- 1998 – Scusami se ti amo
- 1998 – Discúlpame si te amo
- 1998 – Campi di popcorn
- 1998 – La canzone
- 1999 – Il giorno perfetto
- 1999 – El día perfecto
- 2000 – Speciale
- 2000 – Especial
- 2000 – Le mie parole
- 2000 – Mis palabras
- 2001 – Quella per me
- 2001 – La que es para mí
- 2002 – Uguali e diversi
- 2002 – Iguales y distintos
- 2002 – Lacrime dalla Luna
- 2002 – Lágrimas de La Luna
- 2002 – L'aiuola
- 2002 – L'aiuola (Remix)
- 2002 – Las flores
- 2002 – L'estate
- 2002 – El verano
- 2002 – Lady Miami
- 2003 – Mi stracci il cuore (Perdere il controllo)
- 2003 – Succo di vita
- 2004 – Che ne sarà di noi
- 2005 – Bambina dallo spazio
- 2005 – Arrivi tu
- 2005 – Il re del niente
- 2006 – Liberi di sognare
- 2008 – Cammina nel sole
- 2008 – Ciao e arrivederci
- 2008 – Vuoi vedere che ti amo (duetto con L'Aura)
- 2010 – Sei sempre stata mia
- 2010 – Il più fragile
- 2010 – Sei unica
- 2011 – Romantico Rock Show
- 2011 – Allo stesso tempo
- 2011 – Un ciao dentro un addio
- 2011 – Natura umana
- 2012 – Sguardi
- 2012 – Le scimmie parlanti
- 2014 – Non voglio essere un fenomeno
- 2014 – A volte esagero
- 2014 – L'amore che non sai
- 2015 – Sogni infranti
- 2015 – Fuori dai guai (con Emis Killa)
- 2016 – Una donna così
- 2016 – Una strada in mezzo al cielo
- 2016 – Madre
- 2020 – Tu che ne sai di me
- 2020 – Dimmi cos'hai
- 2020 – Non dirò il tuo nome
- 2021 – I bei momenti
- 2022 – A Long Goodbye
- 2023 – Quando ti manca il fiato

### DVD
- 2003 – Succo di vita... in video
- 2009 – Best of

## Concerti e tour
- 1996 – Fabbrica di plastica Tour
- 1998 – Campi di popcorn Tour
- 1999 – Il giorno perfetto Tour
- 2000 – Sdraiato su una nuvola Tour
- 2002 – Uguali e diversi Tour
- 2004 – Succo di vita Tour
- 2005 – Concerti evento - PalaLottomatica di Roma, Mazda Palace di Milano (Il re de niente Tour)
- 2006 – Il re del niente Tour
- 2008 – Cammina nel sole Tour
- 2008 – Cammina nel sole European Tour
- 2008-2009 – Cammina nel sole Unplugged Tour
- 2010-2011 – Romantico Rock Show Tour
- 2012 – Enjoy Natura Umana Club Tour
- 2012 – Gianluca Grignani European Tour
- 2012 – Gianluca Grignani Special Concert - Stadio Brianteo di Monza
- 2015 – Palazzetto dello Sport di Ponte di Legno - Concerto evento con Rtl (A volte esagero Tour)
- 2015 – A volte esagero Tour
- 2016 – Acoustic Live Tour
- 2016 – Rock 2.0 - Alcatraz - Milano, Atlantico - Roma
- 2017-2019 – Acoustic Live Tour
- 2022 – Living Rock and Roll Tour
- 2022 – Concerto evento (Fabrique Milano) - La fabbrica di plastica and only the best
- 2023 – Gianluca Grignani Live 2023
- 2024 - Residui di Rock 'n' Roll
- 2024 - Residui di Rock 'n' Roll - Summer

## Autore per altri artisti
| Artista           | Canzone                 | Anno | Album                 |
| ----------------- | ----------------------- | ---- | --------------------- |
| Ron               | Cuori in città          | 2001 | Cuori di vetro        |
| Ron               | Maria                   | 2001 | Cuori di vetro        |
| Franco Califano   | Cammino in centro       | 2003 | Le luci della notte   |
| Francesco Baccini | Il topo mangia il gatto | 2007 | Dalla parte di Caino  |
| Laura Pausini     | Prima che esci          | 2008 | Primavera in anticipo |
| Enrico Nigiotti   | Mostrami il tuo amore   | 2009 | Enrico Nigiotti       |
| Jessica Mazzoli   | Un livido sul cuore     | 2011 |                       |
| Briga             | Nudo                    | 2016 | Talento               |

## Cover
| Artista        | Canzone                                                 | Anno | Album                              |
| -------------- | ------------------------------------------------------- | ---- | ---------------------------------- |
| Ana Carolina   | Quem de nos dois (La mia storia tra le dita)            | 2002 | Ana Rita Joana Iracema e Carolina  |
| Sergio Dalma   | Mi historia entre tus dedos (La mia storia tra le dita) | 2004 | Lo mejor de Sergio Dalma 1981-2004 |
| Ima            | Pardonne moi (Scusami se ti amo)                        | 2005 | Pardonne moi si je t'aime          |
| Laura Pausini  | Destinazione Paradiso                                   | 2006 | Io canto                           |
| Ornella Vanoni | La mia storia tra le dita                               | 2009 | Più di te                          |
| José Augusto   | A minha história (La mia storia tra le dita)            | 1996 | Nosso amor é assim                 |

## Duetti
- Con Custodie Cautelari: Il tempo di morire
- Con Carmen Consoli: L'allucinazione
- Con Ima: Angeli di città (nell'album Pardonne moi si je t'aime)
- Con Irene Grandi: La fabbrica di plastica e Sconvolto così
- Con I Nomadi: Cammina nel sole (III serata del 58º Festival di Sanremo 2008)
- Con Antonella Ruggiero: Destinazione Paradiso
- Con L'Aura: Vuoi vedere che ti amo
- Con i Tazenda: Piove luce
- Con Rino Gaetano: Mio fratello è figlio unico (nell'album Dalla parte di Rino).
- Con Claudio Baglioni e Noemi: Quanto ti voglio (nell'album Q.P.G.A.)
- Con Laura Pausini: Prima che esci
- Con Massimiliano Lalli: Lacrime senza fine
- Con Pierdavide Carone e Lucio Dalla: Nanì
- Con Max Pezzali: Rotta x casa di Dio (nell'album Max 20)
- Con Gianni Morandi: Prima che tutto finisca (nell'album Bisogna vivere)
- Con Emis Killa: Fuori da guai (nell'album A volte esagero)
- Con Irama: La mia storia tra le dita (IV serata del 72º Festival di Sanremo 2022)
- Con Arisa: Destinazione Paradiso (IV serata del 73º Festival di Sanremo 2023)
- Con Matteo Bocelli: Mi história entre tus dedos (La mia storia tra le dita)

## Videografia

### Video musicali
| Anno | Titolo                                     | Regista/i            |
| ---- | ------------------------------------------ | -------------------- |
| 1994 | La mia storia tra le dita                  |                      |
| 1995 | Destinazione Paradiso                      |                      |
| 1996 | La fabbrica di plastica                    | Riccardo Paoletti    |
| 1998 | Baby Revolution                            | Riccardo Struchil    |
| 1998 | Mi piacerebbe sapere                       | Riccardo Struchil    |
| 1999 | Il giorno perfetto                         | Ambrogio Lo Giudice  |
| 2000 | Speciale                                   | Stefano Salvati      |
| 2000 | Le mie parole                              | Paolo Ameli          |
| 2002 | Uguali e diversi                           | Paolo Ameli          |
| 2002 | Lacrime dalla Luna                         |                      |
| 2002 | L'aiuola                                   | Riccardo Paoletti    |
| 2002 | L'estate                                   | Riccardo Paoletti    |
| 2003 | Mi stracci il cuore (Perdere il controllo) | Riccardo Paoletti    |
| 2003 | Succo di vita                              | Riccardo Paoletti    |
| 2005 | Bambina nello spazio                       | Silvio Muccino       |
| 2005 | Il re del niente                           | Silvio Muccino       |
| 2006 | Liberi di sognare                          | Cosimo Alemà         |
| 2008 | Cammina nel Sole                           | Cosimo Alemà         |
| 2008 | Ciao e arrivederci                         | Cosimo Alemà         |
| 2008 | Vuoi vedere che ti amo (feat. L'Aura)      | Cosimo Alemà         |
| 2010 | Sei sempre stata mia                       | Gaetano Morbioli     |
| 2010 | Il più fragile                             | Gaetano Morbioli     |
| 2010 | Sei unica                                  | Gaetano Morbioli     |
| 2011 | Romantico Rock Show                        | Leandro Manuel Emede |
| 2011 | Un ciao dentro un addio                    | Valentina Be         |
| 2011 | Natura umana                               | Fabrizio Trigari     |
| 2012 | Sguardi                                    | Paolo Gepri          |
| 2012 | Le scimmie parlanti                        |                      |
| 2014 | Non voglio essere un fenomeno              | Gaetano Morbioli     |
| 2014 | A volte esagero                            | Gaetano Morbioli     |
| 2014 | L'amore che non sai                        |                      |
| 2015 | Sogni infranti                             |                      |
| 2015 | Fuori dai guai (feat. Emis Killa)          |                      |
| 2016 | Una donna così                             | Mauro Russo          |
| 2016 | Una strada in mezzo al cielo               | Emanuele Pisano      |
| 2016 | Madre                                      | Emanuele Pisano      |
| 2017 | Aida                                       | Carmine Bucci        |
| 2020 | Tu che ne sai di me                        | Gaetano Morbioli     |
| 2021 | I bei momenti                              | Claudio Zagarini     |
| 2022 | A Long Goodbye                             | Isabella Noseda      |
| 2023 | Quando ti manca il fiato                   | Dav Cooper           |

#### Partecipazioni in videoclip di altri artisti
| Anno | Titolo     | Artista                         | Regista/i           |
| ---- | ---------- | ------------------------------- | ------------------- |
| 2009 | Domani     | Artisti Uniti per l'Abruzzo     | Ambrogio Lo Giudice |
| 2009 | Piove luce | Tazenda feat. Gianluca Grignani | Carlo Tosi          |

## Filmografia
- Branchie, regia di Francesco Ranieri Martinotti (1999)
- Mya - Un sogno da vivere, regia di Federico Moccia (2024)

## Libri
- La mia storia tra le dita, con Gianluca Bavagnoli, Segrate, Rizzoli, 2010, ISBN 9788817043120.
- Residui di Rock 'n' Roll, con Eugenio Arcidiacono, Edizioni San Paolo, 2024, ISBN 9788892244498.

## Premi e riconoscimenti
- 1995 – Telegatto Platino[69]
- 1995 – Premio Vota la voce[70]
- 2002 – Premio Radio Deejay[71]
- 2004 - Premio Ravello CineMusic - miglior canzone originale Che ne sarà di noi[72]
- 2005 – Grolla d'oro, per la canzone Che ne sarà di noi[34]
- 2005 – Nomination Nastri d'argento, per la canzone Che ne sarà di noi[73]
- 2005 – Nomination Golden Graal, per la canzone Che ne sarà di noi[8]
- 2005 – Premio Mia Martini[74]
- 2005 – Premio Lunezia, per il valore musical-letterario dell'album Il re del niente e in particolare del brano Bambina dallo spazio[75]
- 2006 – Premio Pigro "Ivan Graziani"[76]
- 2008 – Venice Music Awards, come miglior artista maschile[77]
- 2008 – Premio "Uno come noi" - "Nomadincontro - Tributo ad Augusto"[78]
- 2008 – Premio RTL 102.5, per il miglior album (Cammina nel sole)[79]
- 2012 – Premio Internazionale Cubadisco, per l'album Romantico Rock Show[80]
- 2012 – Premio Speciale 10 anni di Battiti Live[81]
- 2013 – Miglior brano rock italiano, per La fabbrica di plastica, decretato dalla rivista Rolling Stone[82]
- 2013 – Premio Accademia della Torre, per l'eccellenza professionale[83]
- 2015 – Premio Barocco, per l'estro e il genio musicale che lo hanno portato a rappresentare la nostra nazione su scala internazionale[84]
- 2015 – Premio Sinfonie d'Autore[85]
- 2015 – Premio Lunezia Rock d'Autore, per il valore musical-letterario dell'album A volte esagero e in particolare del brano Sogni infranti[86]
- 2016 – Premio Alle Eccellenze Città di Lecce, per il valore letterario dei suoi testi e per rappresentare una generazione di poeti-cantanti che hanno portato la musica italiana nel mondo[87]
- 2019 – Premio Speciale Il Federiciano (con stele di un suo testo affissa nel centro storico di Rocca Imperiale), per la canzone Uguali e diversi[88]
- 2019 – Premio Lunezia, per il valore musical-letterario del brano Il giorno perfetto[89]
- 2020 – Nomination Ambrogino d'oro[90]
- 2020 – Premio RTL 102.5 Power HitStory, alla carriera[91]
- 2022 – Targa Mei Speciale, per i 25 anni dell'album La Fabbrica Di Plastica[92]
- 2022 – Nomination Rockol Awards - categoria Miglior Live dell'Anno (Living Rock And Roll Tour 2022)[93]
- 2022 – Menzione Speciale - AFI - Associazione Fonografici Italiani, per i 25 anni dell'album La Fabbrica di Plastica
- 2022 – Targa Spotify[94]
- 2023 – Premio SIAE[95]
- 2023 – Premio SIAE - Roma Videoclip[96]
- 2023 – Premio Farnesiana "Primo Riccitelli"[97]